# Fort Ricasoli

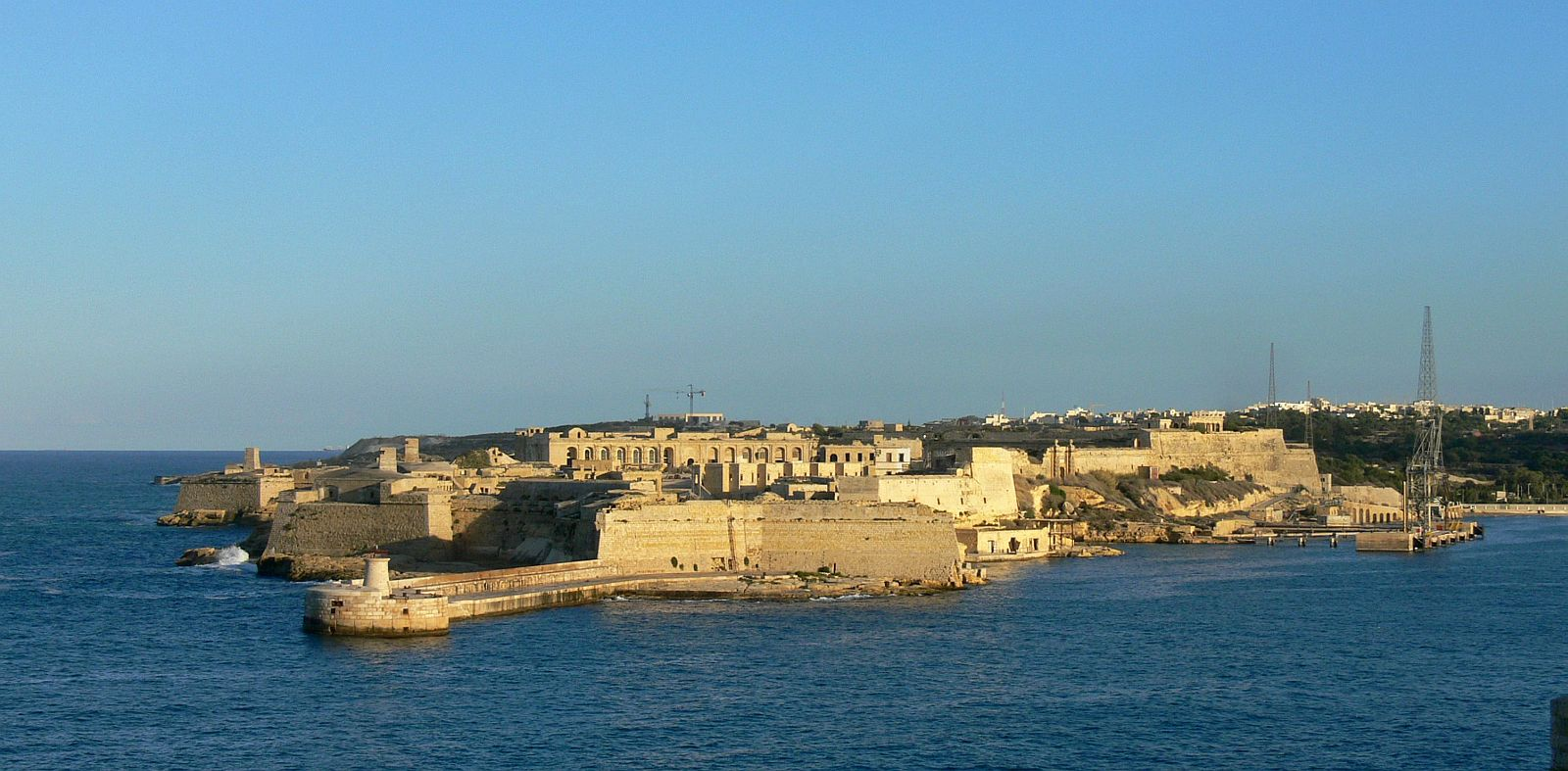
Fort Ricasoli

Das Fort Ricasoli (maltesisch Forti Rikażli) ist eine während der Herrschaft des Johanniterordens von 1670 bis 1693 erbaute Festung auf Malta. Abgesehen von kleineren Änderungen und Zerstörungen während des Zweiten Weltkrieges ist das Fort in seiner originalen Konfiguration erhalten geblieben.

## Vorgeschichte

Neubauten und Erweiterungen im Bereich des Grand Harbour 1630–1800

Das Fort Ricasoli liegt auf einer Landzunge östlich des Grand Harbour, die den Rinella Creek von der offenen See trennt. Von dieser Stelle kann der Zugang zum Grand Harbour kontrolliert werden. Trotz der exponierten Lage blieb die Halbinsel auch nach der Übertragung Maltas an den Johanniterorden zunächst unbefestigt. Im Jahr 1629 wurde auf der Halbinsel ein Turm errichtet, dessen Aufgabe jedoch weniger die Abwehr äußerer Feinde als vielmehr die Verhinderung der Flucht der auf dem Archipel gefangenen gehaltenen Galeerensklaven war.
Giovanni de Medici schlug im April 1640 den Bau einer Festung auf der Landzunge vor. Obwohl der Rat des Johanniterordens dem Bau zugestimmt hatte, wurden die Planungen nicht umgesetzt.

## Bau des Forts

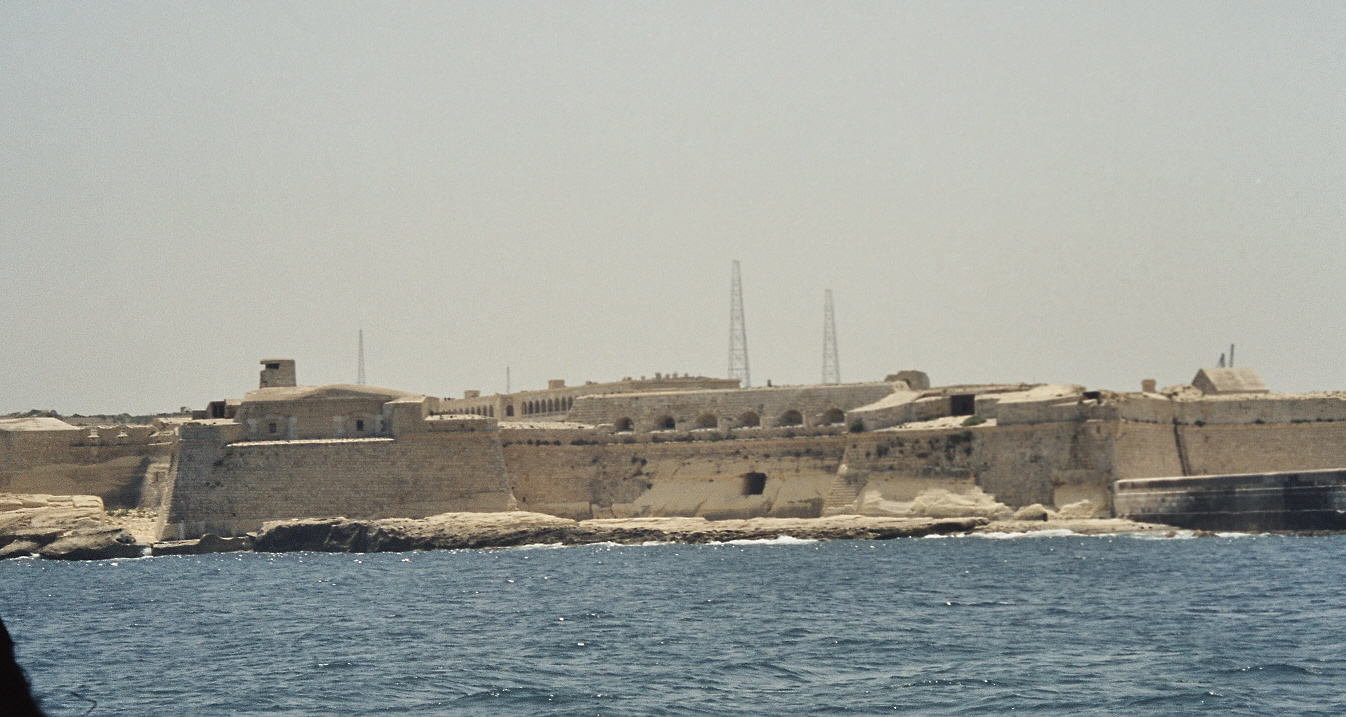
Fort Ricasoli. Links die Tenaille an der Spitze der Landzunge, rechts die südliche Halbbastion an der Landseite des Forts

Im Jahr 1670 unterbreitete der italienische Architekt Graf Antonio Maurizio Valperga, der u. a. für Kardinal Mazarin arbeitete, dem Großmeister Nicolas Cotoner (1608–1680) einen neuen Vorschlag zur Befestigung der Landzunge. Das Fort sollte im Zusammenwirken mit Fort St Elmo den Zugang zum Grand Harbour sichern. Gleichzeitig musste es einem direkten Angriff von der Landseite widerstehen können. Diesmal wurde unverzüglich mit dem Bau begonnen, so das 1693 die Arbeiten am Fort abgeschlossen waren. Finanzier war der Ritter Fra (Fra für Fratello/Bruder) Giovanni Ricasoli aus einem Adelsgeschlecht aus Florenz. Das Fort hat einen unregelmäßigen Grundriss und folgt der Küstenlinie der Landzunge. Zur Landseite ist das Fort mit einer zentralen Bastion und zwei Halbbastionen abgeschlossen. Den Bastionen und den sie verbindenden Kurtinen ist ein trockener Graben vorgelagert. Jenseits des Grabens befinden sich zwei Ravelins und ein gedeckter Weg mit Traversen sowie Waffenplätze.
Wie die meisten in diesem Zeitraum angelegten Forts des Ordens, wurde auch die Anlage von Fort Ricasoli kritisiert. Allgemein als zu klein und eng eingeschätzt, war das Fort eigentlich nicht mehr als ein Hornwerk. Da die Landzunge eine räumliche Erweiterung nicht zuließ, mussten andere Wege zur Verstärkung des Forts beschritten werden.
Carlos de Grunenberg, ein 1681 von Großmeister Gregorio Carafa nach Malta gerufener flämischer Ingenieur, schlug den Bau einer Batterie an der Spitze der Landzunge vor. Grunenberg bevorzugte in seinen Entwürfen tiefliegende Batteriestellungen knapp über der Wasseroberfläche. nach seinen Vorstellungen wurde 1687 eine kreisrunde Batterie unterhalb des Hornwerkes an der Spitze der Landzunge erbaut; diese Batterie wurde während des großen Sturms 1827 vollständig zerstört.
Der französische Ingenieur Jacob de Tigné unterbreitete im September 1715 weitere Vorschläge zur Verbesserung des Forts. Seine Ideen zur Sicherung der gedeckten Wege mit Traversen wurden umgesetzt, ebenso die Anlage von Gegenminenstollen unter dem Glacis. Nicht verwirklicht wurde sein Vorschlag für ein Retrenchment, das sich ungefähr in der Mitte des Forts quer über die Landzunge ziehen sollte. De Tigné schlug ebenfalls eine halbmondförmige Batterie vor, die Grunenbergs Batterie einschließen und der Tenaille an der Spitze der Landzunge vorgelagert sein sollte. Dieser Vorschlag wurde ebenfalls nicht umgesetzt.
In der nachfolgenden Zeit beschränkten sich die Baumaßnahmen auf Ausbesserungs- und Erhaltungsarbeiten. Kleinere Verbesserungen wurden an der nördlichen Halbbastion vorgenommen, um sie zu verstärken und die Lücke zwischen ihr und der See zu schließen.
In den Kasematten des Forts waren am Ende des 18. Jahrhunderts sieben schwere Kanonen aufgestellt. Die Kasematten waren nach hinten offen und besaßen in den Decken zusätzliche Lüftungsöffnungen. Dies ermöglichte eine hohe Kadenz der Kanonen, da der Pulverrauch zügig abzog. Daneben waren auf den Bastionen und Wällen des Forts noch zahlreiche weitere Kanonen aufgestellt.

## Britische Kolonialzeit
Nach der Besetzung der Inseln durch die britischen Truppen und deren Umwandlung in eine britische Kolonie wurde das Fort zunächst weitgehend unverändert weitergenutzt. Da das Pulvermagazin des Forts 1807 bei einer Explosion während einer Meuterei der im Fort stationierten türkischen, albanischen und griechischen Truppen zerstört worden war, wurden ab Oktober 1831 neue Magazine gebaut, die zwei Jahre später fertiggestellt worden waren. Die Kosten beliefen sich auf £ 1.429. 1844 ging General Francis Pym Harding davon aus, dass für die Bemannung des Forts 500 Soldaten ausreichend waren. Die Stärke der für die Verteidigung Maltas notwendigen Kräfte schätzte er auf insgesamt 6.000 Mann.
Im Jahre 1859 wurden Überlegungen zur Umarmierung aller Forts und Küstenbefestigungen angestellt. Diese Überlegungen waren dem technischen Fortschritt geschuldet, der zu einer Leistungssteigerung der Artillerie geführt hatte. Die vorhandenen Glattrohrkanonen wurden in zunehmendem Maße durch Geschütze mit Zügen ersetzt. Bereits 1854 hatte William George Armstrong in Großbritannien eine einsatzreife Hinterladerkanone entwickelt. Die auf Grundlage dieser Konstruktion entwickelten Geschütze wurden sowohl bei der Royal Navy als auch bei der British Army als RBL 20 pounder Armstrong gun (Kaliber 3,75 inch – 95,3 mm) und RBL 40 pounder Armstrong gun (Kaliber 120 mm) eingeführt. Dabei steht RBL für  Rifle Breech Loading, also gezogenes Rohr – Laden durch Verschluss. Im praktischen Einsatz konnten diese Waffen jedoch nicht überzeugen. Die ballistischen Leistungen lagen nicht über denen der damals üblichen Vorderlader und bei einer eingespielten Besatzung erreichten Vorderlader die gleiche Kadenz wie die Konstruktionen von Armstrong, die Fertigung war jedoch wesentlich komplexer und damit teurer. Daher wurde nach einer Begutachtung durch das Ordnance Select Committee die weitere Entwicklung und Beschaffung von Hinterladern ab 1864 zunächst gestoppt. Im Vereinigten Königreich ging man damit vorerst wieder zur Entwicklung und Beschaffung von Vorderladern über. Die in mehreren hundert Stück (RBL 20 pounder 412 Stück, RBL 40 pounder 1013 Stück) beschafften Kanonen verblieben jedoch in der Bewaffnung. Die ab 1864 entwickelten und beschafften Geschütze litten unter einigen konzeptionellen Problemen. Zwar ging man auch hier zur Verwendung gezogener Rohre über, lud die Waffe aber von vorn über die Mündung. Ausgedrückt wird dies auch in der Bezeichnung der Waffen, die mit RML beginnt, dabei steht RML für Rifle Muzzle Loading. Damit die Geschosse überhaupt in das Rohr mit Feldern und Zügen eingeführt werden konnten, besaßen sie warzenförmige Erhöhungen, die in den Zügen der Waffe glitten. Probleme mit der Abdichtung der Geschosse mit dem Rohr verringerten Reichweite und Präzision. Da zum damaligen Zeitpunkt langsam abbrennende Treibladungen noch nicht verfügbar waren, kam es im Rohr zu hohen Gasdrücken. Dies begrenzte die Länge der Rohre – was wieder Durchschlagsleistung und Reichweite limitierte – und erforderte beim damaligen Stand der Technik sehr dicke und schwere Waffen. Die einzige Möglichkeit zur Steigerung der ballistischen Waffen bestand damals in der Vergrößerung des Kalibers, und tatsächlich wuchs das Kaliber von 6,3 inch bei der RML 64 pounder 64 cwt Gun im Jahr 1865 auf 17,72 inch bei der RML 17.72 inch gun im Jahr 1874, dennoch lag die effektive Reichweite der letztgenannten Kanonen nur bei ungefähr 6.000 m.

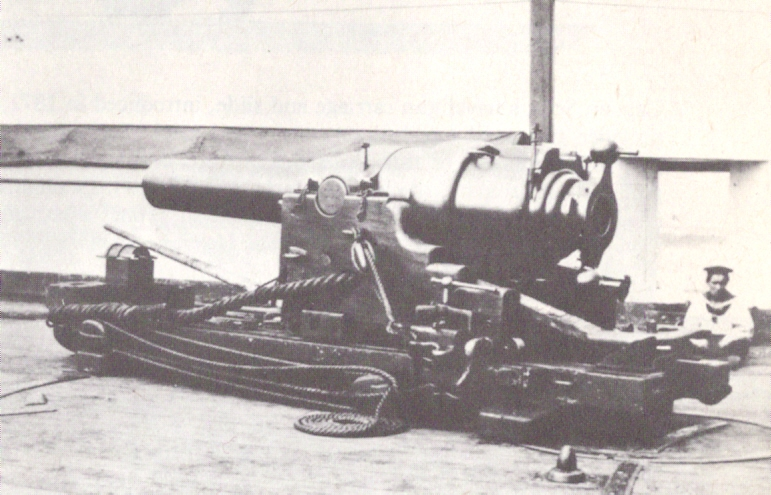
RBL 7 inch Armstrong gun, hier noch auf einer hölzernen Schiffslafette

Für Fort Ricasoli geben die von Lieutenant Lewis 1864 erstellten Planzeichnungen die Ausrüstung mit vier RBL 7 inch Armstrong gun als Hauptbewaffnung vor. Die Kanonen mit einem Kaliber von 178 mm hatten eine maximale Reichweite von 3.200 m. Sie verschossen Granaten mit einem Geschossgewicht von 40 bis 50 kg. Dazu kamen noch dreiundzwanzig 68-pounder gun, eine 10-Zoll-Kanone, vierundzwanzig 8-Zoll-Kanonen, sechs 32-Pfünder, zehn 24-Pfünder, vierundzwanzig 24-Pfünder-Karronaden und sechs Mörser. Insgesamt waren 104 schwere Waffen im Fort stationiert. Die Besatzung belief sich auf fünfzehn Offiziere, 676 Unteroffiziere und Mannschaften sowie vier Pferde.
Bereits 1878 waren diese Geschütze überholt. Die Bewaffnung des Forts wurde durch Vorderlader mit gezogenem Rohr (RML) ersetzt, die in den Kasematten hinter Schutzschilden aufgestellt wurden. Eingerüstet wurden nun eine RML 12.5 inch 38 ton gun, zwei RML 12 inch 25t gun, zwei RML 10 inch 18 ton gun und zwei RML 9 inch 12 ton gun. Die maximale Reichweite der RML 12.5 inch 38 ton gun lag bei 5.500 m. Bei einem Kaliber von 318 mm verschoss das Geschütz 363 bis 367 kg schwere Granaten. 1885 schlug das works committee die Entfernung aller älteren Geschütze aus dem Fort vor, lediglich zehn Karronaden sollten als Trophäengeschütze ohne Munition aufgestellt werden. Als Hauptmangel des Forts hatte sich zwischenzeitlich der Innenhof des Forts aufgestellt. Er lag zu hoch, außerdem gab es keine geschützten Wege zwischen den einzelnen Stellungen. Die Anlage derartiger Wege wurde jedoch wegen des Aufwandes und der damit verbundenen Kosten verworfen.
Die Generale Lothian Nicholson und William Howley Goodenough schlugen 1888 eine weitgehende Dearmierung des Forts vor. Lediglich die RML 12.5 inch 38 ton gun und die beiden RML 10 inch 18 ton gun sollten im Fort verbleiben. Ihrer Ansicht nach stellte das hoch aufragende Fort ein deutliches Ziel für gegnerische Schiffe dar und war leicht zu zerstören. Daher wandten sich Nicholson und Goodenough auch gegen die Ausrüstung des Forts mit modernen Hinterladerkanonen. Für den Einsatz in den Artilleriestellungen wurden zwei mobile Artilleriezüge aufgestellt, die in Fort Ricasoli stationiert waren. Diese movable siege trains waren mit 5- und 6,6-Zoll-Haubitzen, 13- und 15-pounder-Feldkanonen und Maschinengewehren von Maxim bzw. Gatling-Revolverkanonen ausgerüstet. Ursprünglich sollten die Züge nur in Stellungen vor den Victoria Lines eingesetzt werden, später war auch ein Einsatz entlang der Ostküste der Hauptinsel geplant.
Entgegen den Vorschlägen Nicholsons und Goodenoughs wurde das Fort doch mit modernen Hinterladerkanonen ausgerüstet. Bis 1906 wurden insgesamt vier BL 6 inch Mk VII naval gun aufgestellt. Der Bau der Geschützstellungen war mit einem nicht unerheblichen Aufwand verbunden. Der Bau der Bastion Nr. 2, die ein Geschütz aufnahm, kostete £ 3.308. Die Stellung wurde von 1901 bis zum September 1902 gebaut. 1906 wurde vorgeschlagen, eine der BL 6 inch durch vier QF 12 pounder 12 cwt naval gun zu ersetzen. Diese Geschütze hatten zwar eine geringere Reichweite, dafür aber eine höhere Kadenz, was sie besonders zum Einsatz gegen schnelllaufende Seeziele prädestinierte. Hauptaufgabe der Batterien war die Verhinderung eines Durchbruchs gegnerischer Kräfte in den Grand Harbour und die Verhinderung einer Blockierung der Hafeneinfahrt. Um den Kampf auch bei Nacht führen zu können, wurde im Fort im Mai 1889 ein Suchscheinwerfer installiert. 1906 wurde die Gefechtsfeldbeleuchtung durch weitere Scheinwerfer ergänzt.
In diesem Zeitraum wurde im Fort auch eine Station für Brennan-Torpedos gebaut. Dabei handelte es sich um drahtgelenkte Torpedos, die von festen Ablaufbahnen an Land zu Wasser gelassen und in das Ziel lanciert wurden. Von begrenzter Reichweite und Geschwindigkeit dienten sie zur Verteidigung enger Hafeneinfahrten. Ihr Vorteil war, dass sie bei einem Treffer das Schiff unterhalb der Wasserlinie trafen, was bei Schlachtschiffen bis zur King-Edward-VII-Klasse unweigerlich zum Verlust des Schiffes führte. Die Station wurde an der Südseite des Forts angelegt, die Torpedos also in den Bereich des Grand Harbour abgeschossen. Bereits 1904 wurde die Anlage als überflüssig erachtet. In den Räumen der Station wurden drei Motoren zur Elektroenergieerzeugung für die Suchscheinwerfer installiert.

## Nutzung während des Zweiten Weltkrieges
Unmittelbar vor Beginn des Zweiten Weltkrieges war das Fort mit drei QF 12 poundern und drei QF 6 poundern in Panzertürmen ausgerüstet. Die Stellungen Nr. 2, 3 und 4 für die größeren Kaliber hatten hoch aufragende Feuerleitstände aus Stahlbeton erhalten. Der Graben wurde teilweise verfüllt und die Zugänge verbreitert, um die Einfahrt auch größerer Fahrzeuge in das Fort zu ermöglichen. Aufgrund seiner Nähe zu den Dockanlagen des Grand Harbour war das Fort während des Krieges ständig Luftangriffen ausgesetzt. Bei einem dieser Angriffe wurden im April 1942 das Hauptportal und der Gouverneurspalast zerstört.

## Nutzung nach dem Zweiten Weltkrieg
Unmittelbar nach Kriegsende wurde das Fort als Unterkunft für Angehörige der Royal Navy genutzt. Auf Druck der einheimischen Bevölkerung wurde das Haupttor wiederhergestellt, dabei wurden jedoch deutliche Abweichungen zum Original in Kauf genommen. Der Gouverneurspalast wurde hauptsächlich aus finanziellen Gründen nicht wieder aufgebaut. Nach dem Abzug der britischen Truppen von Malta wurde das Fort nicht genutzt und wurde dem Verfall preisgegeben. Bemühungen zur Rekonstruktion oder denkmalpflegerischen Sicherung der Anlage blieben erfolglos.